# Jindřich Lucemburský (velkovévoda)
Jindřich Lucemburský (německy Heinrich von Luxemburg, francouzsky Henri de Luxembourg; * 16. dubna 1955 Betzdorf, Lucembursko) je velkovévoda lucemburský. Je šestým lucemburským panovníkem z Nasavsko-weilburské dynastie. Jeho plný titul zní „J.k.V. velkovévoda z Lucemburku, vévoda z Nasavy, princ bourbonsko-parmský, hrabě ze Saynu, Königsteinu, Katzenelnbogenu a Diezu, purkrabí z Hammersteinu, svobodný pán z Mahlbergu, Wiesbadenu, Idsteinu, Merenbergu, limburský a eppsteinský“.

## Původ
Po smrti Viléma IV. z Lucemburku přísně vzato vymírá linie Nasavsko-Weilburská, nicméně skrze ženskou následnici trůnu, Marii Adlétu a Šarlotu stále žijí potomci. Sňatkem Šarloty s princem Felixem Bourbonsko-Parmským přechází rodová linie Nasavských do větve Bourbon-Parma. Z politických důvodů se však rodina vládnoucích velkovévodů nazývá stále „de Nassau“ (In Článek 3. lucemburské ústavy je pevně stanovena dynastie z Nasavy jako vládnoucí). Tato dynastická okolnost je patrná z Jindřichova velkého znaku. Ten zahrnuje jak znak Lucemburska a Nasavska, tak i znak Bourbonsko-Parmský (tři lilie králů Francie, červený lem vévodů z Anjou). Z tohoto symbolismu je možno vyčíst jeho titul „Velkovévody Lucemburského z rodu Nasavského, vycházejícího z rodu Bourbonsko-Parmského“.

## Životopis
Henri se narodil na zámku Betzdorf jako nejstarší syn velkovévodského páru Jana a Joséphine Charlotte.
Navštěvoval školy v Lucembursku a Francii. Roku 1973, v roce své plnoletosti, získal titul dědičný velkovévoda a převzal reprezentativní roli. V říjnu 1980 dokončil studium politických věd na ženevské univerzitě. Během svého studia se seznámil se svou současnou manželkou Marií Teresou Mestre, se kterou se 14. února 1981 oženil. Vojenské vzdělání získal na Královské vojenské akademii v Sandhurstu. Velkovévodou se stal 7. října roku 2000 (po abdikaci svého otce Jana). 12. března 2006 se Henri stal poprvé dědečkem, když se princi Louisovi narodil syn Gabriel. 
Ve svém vánočním projevu dne 24. prosince 2024 oznámil, že 3. října 2025 předá trůn svému nejstaršímu synovi, korunnímu princi Vilémovi.

## Děti
- 1. Guillaume (* 11. 11. 1981 Lucemburk), dědičný lucemburský velkovévoda
  - ⚭ 2012 hraběnka Stéphanie de Lannoy (* 18. 2. 1984 Ronse)
- 2. Félix (* 3. 6. 1984 Lucemburk)
  - ⚭ 2013 Claire Margareta Lademacher (* 21. 3. 1985 Filderstadt)
- 3. Louis (* 3. 8. 1986 Lucemburk)
  - ⚭ 2006 Tessy Antony (* 28. 10. 1985 Lucemburk), rozvedli se v roce 2019
- 4. Alexandra (* 16. 2. 1991 Lucemburk)
- 5. Sébastien (* 16. 4. 1992 Lucemburk)

## Tituly a vyznamenání

### Tituly
- 1955–1964: Jeho královská Výsost princ Henri Lucemburský, nasavský a bourbonsko-parmský
- 1964–2000: Jeho královská Výsost lucemburský dědičný velkovévoda
- od 2000: Jeho královská Výsost velkovévoda Lucemburský, vévoda Nasavský, princ bourbonsko-parmský, hrabě ze Saynu, Königsteinu, Katzenelnbogenu a Diezu, purkrabí z Hammersteinu, svobodný pán z Mahlbergu, Wiesbadenu, Idsteinu, Merenbergu, limburský a eppsteinský„.

### Národní vyznamenání
- Spoluvelmistr a rytíř Nassavského domácího řádu zlatého lva
- Velmistr a velkokříž vojenského a civilního Řádu Adolfa Nasavského
- Velmistr a velkokříž Řádu dubové koruny
- Velmistr Záslužného řádu Velkovévodství lucemburského

## Vývod z předků
|                         |                           |  |                |                                        |  |  |  |  |  |  |  | Karel III. Parmský |
|                         |                           |  |                |                                        |  |  |  |  |  |  |  |                    |
|                         | Robert I. Parmský         |  |                |                                        |  |  |  |  |  |  |  |                    |
|                         |                           |  |                |                                        |  |  |  |  |  |  |  |                    |
|                         |                           |  |                | Luisa Marie Terezie z Artois           |  |  |  |  |  |  |  |                    |
|                         |                           |  |                |                                        |  |  |  |  |  |  |  |                    |
|                         | Felix Bourbonsko-Parmský  |  |                |                                        |  |  |  |  |  |  |  |                    |
|                         |                           |  |                |                                        |  |  |  |  |  |  |  |                    |
|                         |                           |  |                | Michal I. Portugalský                  |  |  |  |  |  |  |  |                    |
|                         |                           |  |                |                                        |  |  |  |  |  |  |  |                    |
|                         | Marie Antonie Portugalská |  |                |                                        |  |  |  |  |  |  |  |                    |
|                         |                           |  |                |                                        |  |  |  |  |  |  |  |                    |
|                         |                           |  |                | Adelaida Löwenstein-Wertheim-Rosenberg |  |  |  |  |  |  |  |                    |
|                         |                           |  |                |                                        |  |  |  |  |  |  |  |                    |
|                         | Jan Lucemburský           |  |                |                                        |  |  |  |  |  |  |  |                    |
|                         |                           |  |                |                                        |  |  |  |  |  |  |  |                    |
|                         |                           |  |                | Adolf Lucemburský                      |  |  |  |  |  |  |  |                    |
|                         |                           |  |                |                                        |  |  |  |  |  |  |  |                    |
|                         | Vilém IV. Lucemburský     |  |                |                                        |  |  |  |  |  |  |  |                    |
|                         |                           |  |                |                                        |  |  |  |  |  |  |  |                    |
|                         |                           |  |                | Adelaida Marie Anhaltsko-Desavská      |  |  |  |  |  |  |  |                    |
|                         |                           |  |                |                                        |  |  |  |  |  |  |  |                    |
|                         | Šarlota Lucemburská       |  |                |                                        |  |  |  |  |  |  |  |                    |
|                         |                           |  |                |                                        |  |  |  |  |  |  |  |                    |
|                         |                           |  |                | Michal I. Portugalský                  |  |  |  |  |  |  |  |                    |
|                         |                           |  |                |                                        |  |  |  |  |  |  |  |                    |
|                         | Marie Anna Portugalská    |  |                |                                        |  |  |  |  |  |  |  |                    |
|                         |                           |  |                |                                        |  |  |  |  |  |  |  |                    |
|                         |                           |  |                | Adelaida Löwenstein-Wertheim-Rosenberg |  |  |  |  |  |  |  |                    |
|                         |                           |  |                |                                        |  |  |  |  |  |  |  |                    |
| Jindřich I. Lucemburský |                           |  |                |                                        |  |  |  |  |  |  |  |                    |
|                         |                           |  |                |                                        |  |  |  |  |  |  |  |                    |
|                         |                           |  | Filip Belgický |                                        |  |  |  |  |  |  |  |                    |
|                         |                           |  |                |                                        |  |  |  |  |  |  |  |                    |
|                         | Albert I. Belgický        |  |                |                                        |  |  |  |  |  |  |  |                    |
|                         |                           |  |                |                                        |  |  |  |  |  |  |  |                    |
|                         |                           |  |                | Marie Hohenzollernská                  |  |  |  |  |  |  |  |                    |
|                         |                           |  |                |                                        |  |  |  |  |  |  |  |                    |
|                         | Leopold III. Belgický     |  |                |                                        |  |  |  |  |  |  |  |                    |
|                         |                           |  |                |                                        |  |  |  |  |  |  |  |                    |
|                         |                           |  |                | Karel Teodor Bavorský                  |  |  |  |  |  |  |  |                    |
|                         |                           |  |                |                                        |  |  |  |  |  |  |  |                    |
|                         | Alžběta Gabriela Bavorská |  |                |                                        |  |  |  |  |  |  |  |                    |
|                         |                           |  |                |                                        |  |  |  |  |  |  |  |                    |
|                         |                           |  |                | Marie Josefa Portugalská               |  |  |  |  |  |  |  |                    |
|                         |                           |  |                |                                        |  |  |  |  |  |  |  |                    |
|                         | Josefína Šarlota Belgická |  |                |                                        |  |  |  |  |  |  |  |                    |
|                         |                           |  |                |                                        |  |  |  |  |  |  |  |                    |
|                         |                           |  |                | Oskar II. Švédský                      |  |  |  |  |  |  |  |                    |
|                         |                           |  |                |                                        |  |  |  |  |  |  |  |                    |
|                         | Karel Švédský             |  |                |                                        |  |  |  |  |  |  |  |                    |
|                         |                           |  |                |                                        |  |  |  |  |  |  |  |                    |
|                         |                           |  |                | Žofie Nasavská                         |  |  |  |  |  |  |  |                    |
|                         |                           |  |                |                                        |  |  |  |  |  |  |  |                    |
|                         | Astrid Švédská            |  |                |                                        |  |  |  |  |  |  |  |                    |
|                         |                           |  |                |                                        |  |  |  |  |  |  |  |                    |
|                         |                           |  |                | Frederik VIII. Dánský                  |  |  |  |  |  |  |  |                    |
|                         |                           |  |                |                                        |  |  |  |  |  |  |  |                    |
|                         | Ingeborg Dánská           |  |                |                                        |  |  |  |  |  |  |  |                    |
|                         |                           |  |                |                                        |  |  |  |  |  |  |  |                    |
|                         |                           |  |                | Luisa Švédská                          |  |  |  |  |  |  |  |                    |
|                         |                           |  |                |                                        |  |  |  |  |  |  |  |                    |

Jindřich I. je vnuk belgického krále Leopolda III., prapravnuk švédského krále Oskara II. a dánského krále Frederika VIII. Mezi jeho předky patří také portugalský král Jan VI., římský císař a český král Leopold I. a francouzský král Ludvík XIV.